# コチニール色素
カーマイン

カルミン

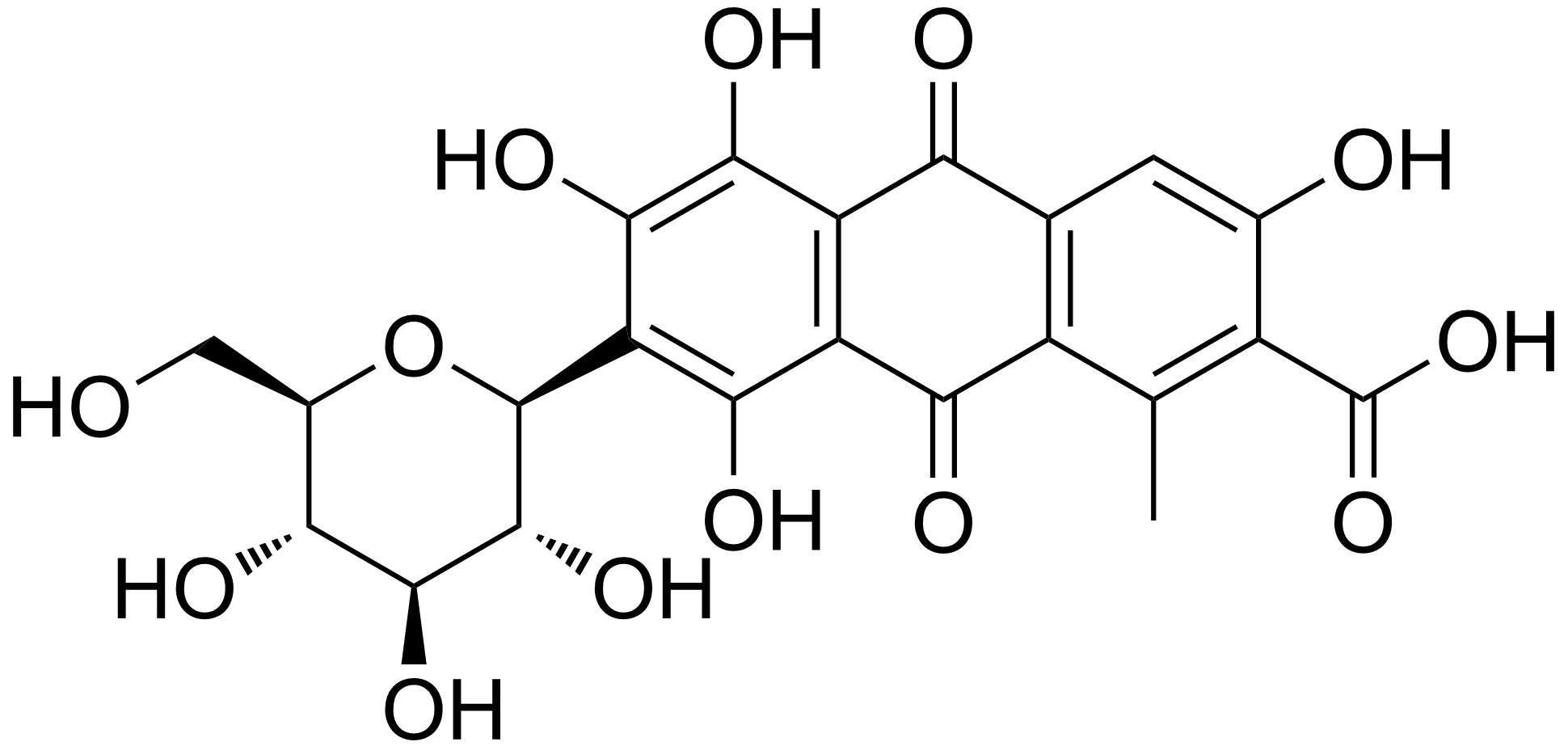
カルミン酸

コチニール色素（コチニールしきそ、英: cochineal extract）または、カルミンレッドK、カルミンレッドMK-40、カルミンレッドKL-80、（あるいは単にカルミン）、クリムゾンレーキ、ナチュラルレッド4、C.I. 75470、E120は、赤色系やピンク色系の色素であり、染料、食品用の天然着色料（食品添加物）、化粧品の着色料などとして使用されている。カルミン酸のアルミニウム塩として得られる。カメムシ目カイガラムシ上科の一部の昆虫、特にアジア産のラックカイガラムシ、南ヨーロッパのケルメスカイガラムシ、メキシコのコチニールカイガラムシなどのメスの体を乾燥させ、体内に蓄積されている色素化合物を水またはエタノールで抽出して色素としたもの。その本質はアントラキノン誘導体のカルミン酸であることから、カルミン酸色素とも呼ばれる。カルミンの語源は欧州のケルメスカイガラムシ（タマカイガラムシ）から古代から中世に伝統的に抽出して用いられてきた色素に由来する。

## 製法・派生物

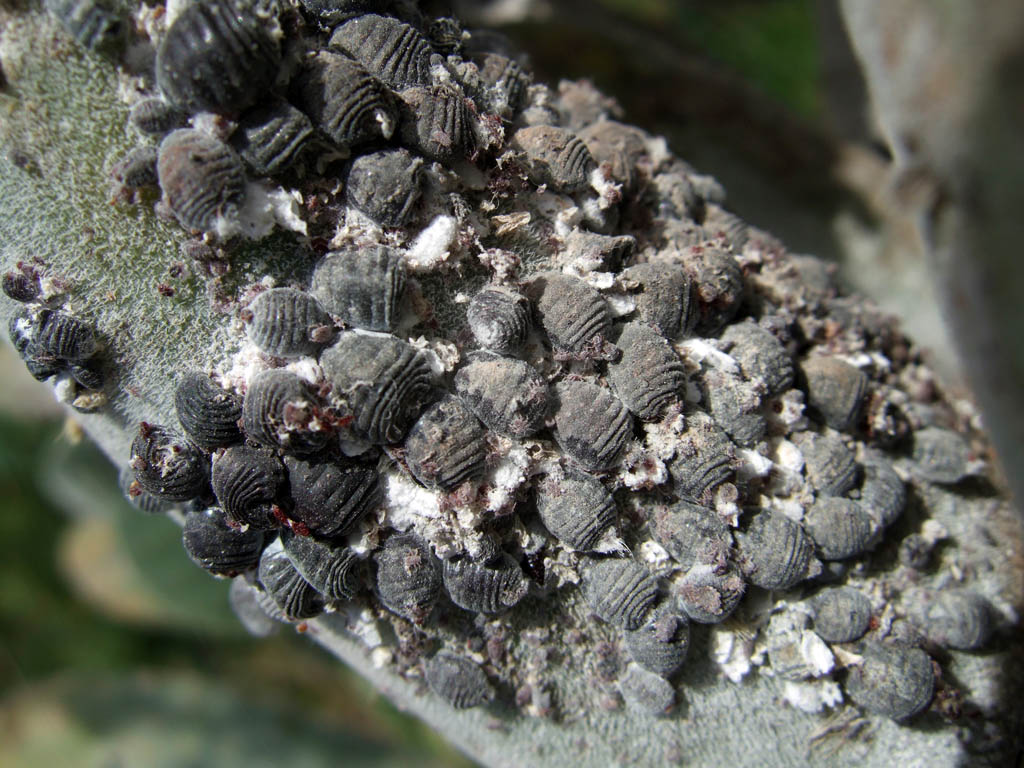
コチニールカイガラムシが密生した葉

現代では工業的に通常は乾燥させたラックカイガラムシ、エンジムシ（コチニールカイガラムシ）から温水・熱水などで色素を抽出する。アルミニウム塩として不溶化（レーキ化）させるとコチニールレーキという赤色顔料となり、かつては赤色絵具のクリムソンレーキやカーマインに使われた。しかし近年のクリムゾンやカーマインは合成されたアントラキノンレッドに代替されている（一部メーカーではアリザリンレーキで代替している）。ただ、絵具においては、今日でもドイツのシュミンケ社がコチニールレーキを原料とした赤色の透明水彩絵具「コチニールレッド（Cochineal Red）」を生産している。コチニールレーキのColour Index Generic NameはNatural Red 4である。
ルネサンス期、ケルメスカイガラムシから得られたカルミンが毛織物用の高級染料として知られ、フランチェスコ・ディ・マルコ・ダティーニがこれを入手しようとしていた。同時期にレーキ化技術によって絵具に転用された。およそ一世紀を経て中南米がコンキスタドールの征服戦争の手に落ちると、エンジムシが生息し、伝統的にウチワサボテンを宿主として大量に養殖されてきたこの地域を領土として所有していたスペインはコチニールの正体を秘匿して新大陸産のカルミンとしてヨーロッパに売りつけ、巨額の富を築いた。

## 食品添加物
清涼飲料水、酒、菓子類、ハム・ソーセージ類、蒲鉾などの着色に使われており、著名なところでは、過去にリキュール「カンパリ」がコチニール色素で着色されていた。加熱や発酵に対して安定だが、pHにより色調が変化し、酸性側でオレンジ色、アルカリ性側では赤紫色を呈する。またタンパク質が豊富な食品では紫色を呈するので、これを防止する場合にはミョウバンなどの色調安定剤を併用する必要がある。
各種の安全性試験（急性毒性・催奇性・発ガン性など）の結果に問題はなく、FAO/WHO合同食品添加物専門家委員会はコチニールレーキの一日摂取許容量を体重1kgあたり5mgと評価している。なお、コチニール色素は動物由来であることから、菜食主義や信仰上の理由から忌避されることがある。
アメリカ合衆国ではコチニール色素およびコチニールレーキの使用は規制されていない。欧州連合ではコチニール色素およびコチニールレーキはE120として食品ごとに使用が認可されており、他の添加物と同様の表示義務が課せられている。日本ではコチニール色素は食品衛生法の既存添加物名簿に収載されており、他の添加物と同様の表示義務が課せられている。しかしコチニールレーキは指定添加物でも既存添加物名簿所収でもないため使用できない。

## アレルギー
コチニール色素（カルミン）を使った食品や化粧品を、製造する人々、使用する人々、摂取する人々の間で、付着部位の腫れ、喘息、アナフィラキシーショックなどのアレルギー発作が報告されている。
これらのアレルギー反応の原因について、原料のエンジムシ由来の特定のタンパク質が原因物質だろうと考える人も一部にいるが、色素自体がハプテン抗原として反応する可能性を示唆する報告もある。
化粧品の場合、口紅や頬紅（ほおべに。チークカラー）や、まぶたにピンク色を加える化粧品にカルミン（コチニール色素）がたいてい含まれているが、化粧品のカルミンが原因でアレルギーを発症した場合、たとえばカルミンを含む化粧品を塗った部分の皮膚が腫れ上がったりするが、そのような場合、医師はカルミン入りの化粧品の使用を止めるようにアドヴァイスすることが一般的である。